# الكلمات ذات الأصل العربي في اللغة التركية
الكلمات ذات الأصل العربي في اللغة التركية كما هو معروف، فقد بقيت آسيا الصغرى حتى وقت متأخر نسبياً خارج نطاق دائرة التفاعل مع العربية، إذ كانت جزءاً من الإمبراطورية البيزنطية وكانت اليونانية هي اللغة المحكية فيها. بقي الوضع كذلك حتى حوالي القرن الحادي عشر ميلادي عندما اجتاحتها القبائل السلجوقية الناطقة بالتركية من آسيا الوسطى. أدى تغيير الحكم في آسيا الصغرى إلى تغيير اللغة من اليونانية إلى التركية؛ لكن لما كانت بلاد فارس معبراً لهذه القبائل، فقد تشبّعت لغتها بالفارسية التي كانت بدورها متشبعة أصلاً بالعربية، ما يعني أن التأثير الأول للعربية على التركية أتي بصورةٍ غير مباشرة (فارلاند 
2011). بدأ تغلغل اللغة العربية في التركية بشكل خجول، ولم يأخذ مداه إلا حوالي القرن الخامس عشر، بعدما حلت الإمبراطورية العثمانية مكان نظيرتها السلجوقية وضمت إليها أقساماً أكبر ناطقة بالعربية (أوغلى 2008). شيء أخر لا بد من ذكره في هذا الإطار، هو أن الكلمات التي لديها تذكير وتانيث، ذلك أن مفهوم الجندر من أساسه غريب عن الكلمات التركية الأصيلة (والواقع أن الحياد الجندري متجذر في التركية إلى حد أن حتى ضميري «هو» و «هي» يُشار إليهما بضمير واحد هو o «أْو»). ونورد على سبيل المثال كلمتي «مدير» و«مديرة» اللتين بقيتا müdür وmüdire؛ وكلمتي «سفير» و«سفيرة» اللتين بقيتا sefir وseira. وكذلك الكلمات بصيغة المثنى، ذلك أن مفهوم التثنية هو الآخر غريب عن اللغة التركية. العربية هي الأولى بعد التركية من حيث عدد المفردات المتواجدة في اللغة التركية.
أول الكلمات ذات اللفظ القريب من العربية باللغة التركية وهي قائمة تم اصدارها في المعجم التركي الذي يحتوي على 111,27 كلمة وفقا للتقرير الصادر عن هيئة اللغة التركية في 26 ديسمبر 2006 ويبلغ عددها 6.459 كلمة. أي نسبة تصل إلى 5% من نسبة الكلمات الاجنبية في اللغة التركية تؤكد دور الإسلام في إيجاد تواصل وتماذج بين الحضارات وهذا التواصل سيؤدي إلى بناء علاقات حميمة وتفاعلات حضارية تقرّب بين الأطراف المختلفة فاللغة دوماً وأبداً، إلى جانب كونها وسيلة اتصال بين البشر، كانت ولا تزال جسر التواصل الأول بين الحضارات عبر العصور.

تأثِير اللُّغَةَ الْعَرَبِيَّة عَلَى اللُّغَةُ التَّرَكِيَّة يظهرُ فِي العِديدِ مِن المُفردات ومِنها على سبِيل المثّال لا الحصر:
| بِالتَّركِيَّة    | الأصل الْعُرْبِيَّ |
| ----------- | ------------ |
| Kâlem       | قَلَمَ          |
| Zeki        | ذَكِيَ          |
| Zafer       | ظَفَرَ          |
| Hap         | حُبِّ           |
| Zamir       | ضَمِير         |
| Ilham       | إلْهَام        |
| Bazı        | بَعْض          |
| Zât         | ذَات          |
| Makam       | مَقَام         |
| Memnun      | مَمْنُون        |
| Ehli zevk   | أُهِلَّ ذوق      |
| Teşekkürler | تَشكُّر         |

## روابط خارجية
- الألفاظ المشتركة بين اللغة العربية واللغة التركية موقع الالوكة
- الألفاظ التركية في اللهجة العراقية